# ردورز
ردورز (به انگلیسی: Redvers) یک منطقهٔ مسکونی در کانادا است که در ساسکاچوان واقع شده‌است. ردورز ۲٫۸۳ کیلومتر مربع مساحت و ۹۷۵ نفر جمعیت دارد و ۵۹۱ متر بالاتر از سطح دریا واقع شده‌است.

## اقلیم
| داده‌های اقلیم ردورز      | داده‌های اقلیم ردورز | داده‌های اقلیم ردورز | داده‌های اقلیم ردورز | داده‌های اقلیم ردورز | داده‌های اقلیم ردورز | داده‌های اقلیم ردورز | داده‌های اقلیم ردورز | داده‌های اقلیم ردورز | داده‌های اقلیم ردورز | داده‌های اقلیم ردورز | داده‌های اقلیم ردورز | داده‌های اقلیم ردورز | داده‌های اقلیم ردورز |
| ماه                      | ژانویه              | فوریه               | مارس                | آوریل               | مه                  | ژوئن                | ژوئیه               | اوت                 | سپتامبر             | اکتبر               | نوامبر              | دسامبر              | سال                 |
| ------------------------ | ------------------- | ------------------- | ------------------- | ------------------- | ------------------- | ------------------- | ------------------- | ------------------- | ------------------- | ------------------- | ------------------- | ------------------- | ------------------- |
| سابقهٔ بیش‌ترین °C (°F)    | ۸ (۴۶)              | ۱۷٫۵ (۶۴)           | ۱۸٫۵ (۶۵)           | ۳۳٫۹ (۹۳)           | ۳۷٫۲ (۹۹)           | ۳۸٫۳ (۱۰۱)          | ۳۸ (۱۰۰)            | ۳۹ (۱۰۲)            | ۳۶٫۷ (۹۸)           | ۳۳ (۹۱)             | ۲۲٫۵ (۷۳)           | ۱۱٫۷ (۵۳)           | ۳۹ (۱۰۲)            |
| میانگین بیش‌ترین °C (°F)  | −۱۰٫۸ (۱۳)          | −۷٫۲ (۱۹)           | −۰٫۱ (۳۲)           | ۱۰٫۶ (۵۱)           | ۱۸٫۷ (۶۶)           | ۲۲٫۹ (۷۳)           | ۲۵٫۵ (۷۸)           | ۲۵٫۲ (۷۷)           | ۱۸٫۸ (۶۶)           | ۱۱٫۳ (۵۲)           | −۰٫۵ (۳۱)           | −۸٫۸ (۱۶)           | ۸٫۸ (۴۸)            |
| میانگین روزانه °C (°F)   | −۱۶٫۱ (۳)           | −۱۲٫۳ (۱۰)          | −۵٫۲ (۲۳)           | ۴٫۲ (۴۰)            | ۱۱٫۹ (۵۳)           | ۱۶٫۴ (۶۲)           | ۱۸٫۷ (۶۶)           | ۱۷٫۹ (۶۴)           | ۱۱٫۹ (۵۳)           | ۵ (۴۱)              | −۵٫۳ (۲۲)           | −۱۳٫۸ (۷)           | ۲٫۸ (۳۷)            |
| میانگین کم‌ترین °C (°F)   | −۲۱٫۵ (−۷)          | −۱۷٫۵ (۱)           | −۱۰٫۲ (۱۴)          | −۲٫۲ (۲۸)           | ۴٫۹ (۴۱)            | ۹٫۸ (۵۰)            | ۱۱٫۹ (۵۳)           | ۱۰٫۵ (۵۱)           | ۵٫۱ (۴۱)            | −۱٫۳ (۳۰)           | −۱۰ (۱۴)            | −۱۸٫۷ (−۲)          | −۳٫۳ (۲۶)           |
| سابقهٔ کم‌ترین °C (°F)     | −۴۰ (−۴۰)           | −۴۱ (−۴۲)           | −۳۸٫۳ (−۳۷)         | −۲۴٫۴ (−۱۲)         | −۱۰ (۱۴)            | −۱ (۳۰)             | ۱٫۵ (۳۵)            | −۳ (۲۷)             | −۸٫۹ (۱۶)           | −۲۱ (−۶)            | −۳۲٫۵ (−۲۶)         | −۴۱٫۵ (−۴۳)         | −۴۱٫۵ (−۴۳)         |
| بارندگی میلی‌متر (اینچ)   | ۲۵ (۰٫۹۸)           | ۲۲٫۳ (۰٫۸۸)         | ۲۴٫۶ (۰٫۹۷)         | ۳۳٫۱ (۱٫۳)          | ۶۲ (۲٫۴۴)           | ۸۱٫۲ (۳٫۲)          | ۶۴٫۳ (۲٫۵۳)         | ۵۴٫۶ (۲٫۱۵)         | ۵۰٫۶ (۱٫۹۹)         | ۳۳٫۴ (۱٫۳۱)         | ۲۵٫۲ (۰٫۹۹)         | ۲۱٫۶ (۰٫۸۵)         | ۴۹۸٫۱ (۱۹٫۶۱)       |
| منبع: Environment Canada |                     |                     |                     |                     |                     |                     |                     |                     |                     |                     |                     |                     |                     |